# Pavla Holková
Pavla Holková  (nacida el 9 de mayo de 1943) es una exjugadora de baloncesto checoslovaca. Consiguió 4 medallas en competiciones oficiales con Checoslovaquia.